# 油果樟
油果樟（学名：Syndiclis chinensis）为樟科油果樟属下的一个种。

## 扩展阅读
- 維基物種上的相關：油果樟